# Кумаков, Андрей Петрович
Андрей Петрович Кумаков (07.06.1901, Таганрог — 1990, Саратов) — российский энтомолог-любитель с большим стажем исследовательской работы. Энтомологические коллекции учёного размещены в нескольких краеведческих музеях России.

## Биография
Родился 7 июня 1901 года в Таганроге Области Войска Донского.
Отец: Кумаков Пётр Петрович (1864—1907), податный инспектор.
Мать: Морозова Лидия Александровна (1879—1962).
Дед по линии матери: Морозов Александр Львович (1845—1923), секретарь саратовской городской думы.
Прадед по линии матери: Шомпулев Виктор Антонович (1830—1913), предводитель дворянства Саратовской губернии, председатель саратовского губернского земского собрания.
Обучался в начальной школе при Саратовской лютеранской церкви.
Работал старшим ревизором финотдела Сталинградской области.
Жена: Козьмина Евдокия Михайловна (1902—1979), диктор на радио.
Сын: Кумаков Вадим Андреевич (1925—2005), профессор.
Умер в 1990 году в Саратове.

## Научная деятельность
Внёс значительный вклад в изучение чешуекрылых и сбором коллекций насекомых юго-восточного региона России.
За время исследований собрал несколько коллекций бабочек. Некоторые из этих коллекций были выставлены в музеях Саратова и Саратовской области (долгое время коллекция находилась в Саратовском краеведческом музее), другие — в Мелитопольском, Запорожском, Бердянском и других музеях России. Коллекция из примерно 8000 экземпляров (одна из самых больших), собранная им в 1933—1942 годах в Саратовской, Сталинградской, Астраханской областях и Калмыцкой АССР, была предназначена для Сталинградского краеведческого музея, однако была уничтожена во время бомбардировки города в 1942 году. 
С 1954 года занимался изучением чешуекрылых Саратовской области. Проводил ежегодный массовый отлов бабочек в Аркадакском, Новобурасском, Хвалынском, Татищевском, Аткарском и других районах, благодаря чему была собрана полная коллекция бабочек Саратовской области. По результатам исследований в соавторстве с Ю. П. Коршуновым была написана книга «Чешуекрылые Саратовской области», изданная при заинтересованном участии музея и других научных учреждений.